# Larne FC
Larne FC är ett nordirländskt fotbollslag och spelar i NIFL Premiership. Fotbollsklubben grundades 1889.

## Meriter
- NIFL Premiership[1]
  - Vinnare (2): 2022/23, 2023/24
- NIFL Championship
  - Vinnare (1): 2018/19
- Irish Cup[2]
  - Vinnare (0):
- Irish League Cup[3]
  - Vinnare (0):

## Trikåer
Hemmakit
| Hemmaställ | Hemmaställ | Hemmaställ | Hemmaställ |

## Placering tidigare säsonger
| Säsong  | Nivå | Liga              | Placering | Webbplats     |
| ------- | ---- | ----------------- | --------- | ------------- |
| 2011/12 | 2    | NIFL Championship | 10        | [ 4 ]         |
| 2012/13 | 2    | NIFL Championship | 8         | [ 5 ]         |
| 2013/14 | 2    | NIFL Championship | 9         | [ 6 ]         |
| 2014/15 | 2    | NIFL Championship | 5         | [ 7 ]         |
| 2015/16 | 2    | NIFL Championship | 6         | [ 8 ]         |
| 2016/17 | 2    | NIFL Championship | 9         | [ 9 ]         |
| 2017/18 | 2    | NIFL Championship | 7         | [ 10 ]        |
| 2018/19 | 2    | NIFL Championship | 1         | [ 11 ]        |
| 2019/20 | 1    | NIFL Premiership  | 6         | [ 12 ] [ 13 ] |
| 2020/21 | 1    | NIFL Premiership  | 4         | [ 14 ]        |
| 2021/22 | 1    | NIFL Premiership  | 5         | [ 15 ]        |
| 2022/23 | 1    | NIFL Premiership  | 1         | [ 16 ]        |
| 2023/24 | 1    | NIFL Premiership  | 1         | [ 17 ]        |
| 2024/25 | 1    | NIFL Premiership  | 2         | [ 18 ]        |